# الوارو ری
الوارو ری (انگلیسی: Álvaro Rey؛ زادهٔ ۱۱ ژوئیهٔ ۱۹۸۹) بازیکن فوتبال اهل اسپانیا است.
از باشگاه‌هایی که در آن بازی کرده‌است می‌توان به باشگاه فوتبال رئال مورسیا، باشگاه فوتبال رئال بتیس، باشگاه فوتبال آلکورکون، باشگاه خیمناستیک تاراگونا، باشگاه فوتبال تورنتو، کلمبوس کرو، و باشگاه فوتبال خرز اشاره کرد.